# Regelbau
Regelbau er en bunkertype, der er bygget efter en bestemt standard.
Fra 1935 og frem til slutningen af 2. verdenskrig byggede tyskerne en lang række befæstningsanlæg, der som regel bestod af en række forskellige betonbunkers.
Næsten alle bunkers, der blev bygget fra 1937, blev bygget efter standardtegninger, "Regelbau". Disse bunkertyper kaldes derfor ofte for regelbau-bunkers. Stort set alle bunkers, som indgår i Atlantvolden, herunder på den jyske vestkyst, er regelbau-bunkers. En markant undtagelse er bunkertypen F-Stand, en lille bunker beregnet til en besætning på to mand, der skulle kunne yde flankerende ild med et maskingevær (betegnelsen stod for Flankierende Schartenstand). Typen, der ikke er en del af Regelbau, forekommer ofte to og to sammen med en ringstilling til maskingevær (kaldet en Tobruk-stilling). En sådan gruppe, benævnt Widerstands-Nest), kunne gentages over længere strækninger, placeret i forreste klitrække. Typen forekommer også alene. 
Der blev udviklet 7 serier med ca. 250 forskellige standardmodeller til mandskabsindkvartering, kommandostationer, tekniske anlæg, og til skyts af mange forskellige kalibre, fra maskingevær og op til 38 cm skibsartilleri.
Derudover kunne mange modeller bygges i en spejlvendt version, så de kunne tilpasses det aktuelle terræn og kampstilling.
Det mest almindelige regelbau-bunkertype i Danmark er R-622 (omkring 450 stk) til indkvartering af 2×10 mand.
Fordelen ved dette standardbyggeri var dels, at samme byggemåde kunne anvendes overalt, og dels, at de enkelte soldater kunne flyttes omkring uden problemer, da de kendte de enkelte bunkers. Endelig var der en sikkerhed for, at de forskellige anlæg levede op til de stillede krav, når de var bygget efter standardtegninger.
I enkelte tilfælde blev der bygget anlæg, som ikke var regelbau, eksempelvis fordi det var nødvendigt med en lokal tilpasning til specielle forhold, eller fordi det var et improviseret anlæg bygget af den enkelte enhed på stedet. Disse anlæg kaldtes "Sonderbau". I slutningen af krigen var der også materialemangel, som påvirkede byggeriet.
Den hollandske forfatter Rudi Rolf har skrevet adskillige bøger, som beskriver regelbau-bunkers. Den danske forfatter Bent Antonisen har ligeledes skrevet flere bøger om emnet. 
I Hanstholm, Frederikshavn, Silkeborg, Oksby, Tarp, Hirtshals og Skanderborg er der bunkers indrettet som museum. Ved Ringkøbing-Skjern Museum arrangeres guidede rundvisninger ved Houvig Fæstningen ved Kryle-strand nord for Søndervig.

## Regelbau 608
Denne bunkertype har plads til 9 mand. Bunkerne er udført i beton med jernarmering og der medgik 990 m3 beton til dem. Af denne bunkertype er der i Danmark bygget 24 af, deraf står to på Beldringe Flyveplads og en står på Kastellet i København. Desuden en på Silkeborg bad.

## Regelbau 622
Dette er den mest almindelige tyske bunkertype i den danske del af atlantvolden. Bunkeren var forsynet med to mandskabsrum. I hvert rum, var der sengepladser til 10 mand. Alene i Danmark blev der bygget i alt 449 stk (andre mener 468 stk). Normalt blev der til denne bunker brugt ca 800 m3 beton. I hvert mandskabsrum, var der ni køjer til mandskabet, og en enkeltseng til officeren. Derudover var der i hvert mandskabsrum:
- 1 WT80K kakkelovn
- 1 H.E.S 1,2 ventilator med filterhus / gasfiltertilslutning
- 1 telefon
- 10 skabe
- 10 skamler
- 1 bord
- 1 madskab, hvor soldaterne, (i tilfælde af angreb) kunne lukke de store døre, og have proviant i til ca en måned

I gas-slusen stod et gasskab, som var velegnet til at hænge tøj til udluftning, hvis der var kommet gas på tøjet, for ikke at få gassen ind i bunkeren.